# Kujtim Shala
Kujtim Shala (* 13. Juli 1964 in Prizren, SFR Jugoslawien) ist ein ehemaliger kroatischer Fußballspieler und -trainer. 

## Werdegang

### Verein
Kujtim Shala startete seine Profilaufbahn beim KF Liria Prizren, von wo aus er im Jahr 1983 zu Partizan Belgrad wechselte. Bereits ein Jahr später wechselte er zum KF Prishtina, bei dem er bis 1989 unter Vertrag stand. Nach einem zweijährigen Gastspiel bei Dinamo Zagreb heuerte der Mittelfeldspieler 1991 beim französischen Erstligisten Stade Rennes an.
Nach ebenfalls nur einer Spielzeit in Frankreich wechselte Shala in die 2. Bundesliga zu den Stuttgarter Kickers, wo er sich eine Saison lang als Stammspieler etablieren konnte. Nächste Station war der Ligakonkurrent Chemnitzer FC, bei dem Shala zwei Spielzeiten absolvierte. 1995 erfolgte ein Wechsel zum damaligen Bundesligisten Fortuna Düsseldorf, bei dem sich der Kroate aber nie richtig durchsetzen konnte.
Letzte Stationen seiner Karriere waren von 1996 bis 2000 der VfB Leipzig sowie der VfR Mannheim. Anschließend agierte Shala als Trainer beim FC Hochstätt Türkspor sowie beim KF Prishtina.
Am 29. Oktober 2014 wurde Shala als neuer Co-Trainer des Südwest-Regionalligisten SVN Zweibrücken vorgestellt.

### Nationalmannschaft
Auf internationaler Ebene bestritt Shala im Jahr 1990 ein Länderspiel für die kroatische Fußballnationalmannschaft. Dieses am 17. Oktober 1990 ausgetragene Spiel gegen eine US-amerikanische Auswahlmannschaft war – obwohl vor der eigentlichen Unabhängigkeit des Landes im Juni 1991 ausgetragen – das erste Länderspiel einer von Jugoslawien unabhängigen kroatischen Auswahl und wurde mit 2:1 gewonnen.

## Privat
Sein Sohn Andis Shala ist ebenfalls Fußballprofi.

## Statistik
- Bundesliga: 15 Spiele (kein Tor)
- 2. Bundesliga: 104 Spiele (19 Tore)
- Regionalliga: 74 Spiele (10 Tore)
- Ligue 1: 27 Spiele (5 Tore)